# جاك ماركس
جاك ماركس هو لاعب هوكي الجليد كندي، ولد في 8 فبراير 1880 في برانتفورد في كندا، وتوفي في 19 أغسطس 1945.

## وصلات خارجية
- جاك ماركس على موقع دوري الهوكي الوطني (الإنجليزية)
- جاك ماركس على موقع EliteProspects.com (الإنجليزية)
- جاك ماركس على موقع HockeyDB.com (الإنجليزية)
- جاك ماركس على موقع Hockey-Reference.com (الإنجليزية)